# (2229) Mezzarco
(2229) Mezzarco ist ein Asteroid des Hauptgürtels, der am 7. September 1977 vom Schweizer Astronomen Paul Wild, vom Observatorium Zimmerwald der Universität Bern aus, entdeckt wurde.